# Goršečenskij rajon
Il Goršečenskij rajon (in russo Горшеченский район?) è un rajon dell'Oblast' di Kursk, nella Russia europea; il capoluogo è Goršečnoe. Istituito nel 1928, ricopre una superficie di 1.400 chilometri quadrati e consta di una popolazione di circa 19.000 abitanti.